# Ahmet Necdet Sezer
Ahmet Necdet Sezer ([ähmet̪ ned͡ʒd̪et̪ ˈsezæɾ]; * 13. září 1941) je turecký politik. Sloužil jako desátý turecký prezident v letech 2000 až 2007. Předtím byl právník a působil jako předseda ústavního soudu. Zastával silně sekularistické názory.